# Ридди, Чарльз
Чарльз Ридди (англ. Charles Riddy; 3 марта 1885, Торонто — 11 июня 1979, неизвестно) — канадский гребец, двукратный бронзовый призёр летних Олимпийских игр 1908.
На Играх 1908 в Лондоне Ридди соревновался в четвёрках без рулевого и в восьмёрках. В обоих соревнованиях его экипажи разделяли третьи места и получили две бронзовые медали.